# Nave San Rocco
Nave San Rocco là một đô thị ở tỉnh Trento ở vùng Trentino-Alto Adige/Südtirol của Ý, tọa lạc cách 11 km về phía bắc của Trento. Tại thời điểm ngày 31 tháng 12 năm 2004, đô thị này có dân số 1.279 người và diện tích là 4,9 km².
Nave San Rocco giáp các đô thị: Mezzolombardo, San Michele all'Adige, Lavis và Zambana.